# Paloh Raya (Mutiara Timur)
Paloh Raya is een bestuurslaag in het regentschap Pidie van de provincie Atjeh, Indonesië. Paloh Raya telt 330 inwoners (volkstelling 2010).